# Ramakrishna-Mission

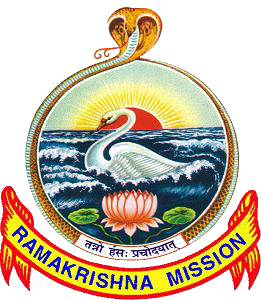
Emblem

Ramakrishna Mission (RKM) ist eine religiöse und spirituelle Organisation, die den Kern einer weltweiten spirituellen Bewegung bildet, die als Ramakrishna-Bewegung oder Vedanta-Bewegung bekannt ist.

## Entwicklung

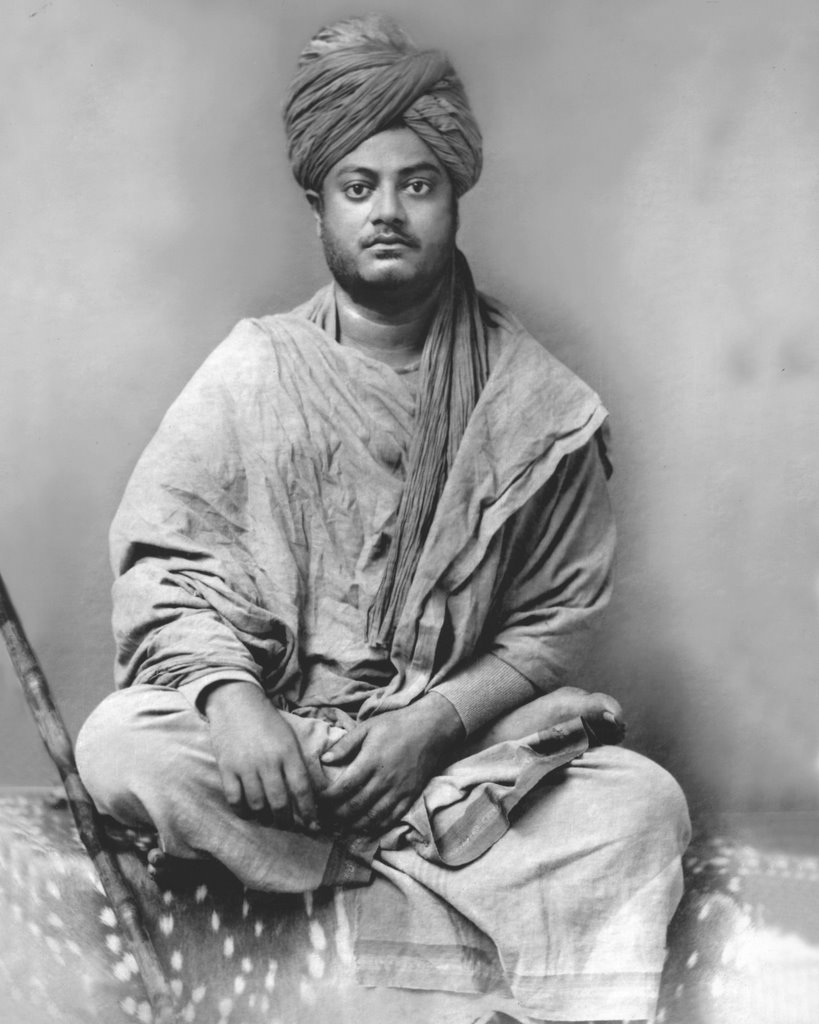
Vivekananda

Die Ramakrishna-Mission wurde am 1. Mai 1897 vom Mönch Vivekananda in Kolkata gegründet. Später wurde sie organisatorisch geteilt in den ‚Ramakrishna-Orden‘ (Sri Ramakrishna Math) als Mönchsorden und die ‚Ramakrishna-Mission‘ als Dienstleistungsorganisation für die Bevölkerung.
Das Anliegen der Organisation ist nicht nur, die Lehren des Meisters zu verbreiten, sondern auch durch die Errichtung von Schulen, Krankenhäusern, Waisenhäusern, Clubs und Bibliotheken kulturelle und vor allem soziale Arbeit zu leisten. Unterschiede in Kaste, Religion oder Nationalität spielen weder innerhalb des Ordens noch unter den Mitarbeitern oder den Betreuten eine Rolle, da jeder Mensch als Manifestation des Göttlichen gilt.
Dieser Mission gehören zahlreiche Laien als Mitarbeiter an, doch liegt die Leitung in den Händen der Swamis (Mönche) des Ramakrishna-Ordens. Heute existieren über 110 Zentren in ganz Indien. Besondere Schwerpunkte liegen in Westbengalen und Tamil Nadu. Dabei handelt es sich um Missionen, Klöster (Math), Ashrams, Krankenhäuser und Schulen. Der Hauptsitz der Mission ist Belur Math in Haora, unweit von Dakshineshwar, wo Ramakrishna lebte und starb.
Die Ramakrishna-Mission will als erste indische religiöse Organisation die Vedanta-Lehre auch außerhalb Indiens verbreiten. Heute ist sie mit über 40 (kleineren und größeren) Zentren im Ausland vertreten. Das Zentrum in England wurde 1948 gegründet, das in Frankreich 1935. Das 1933 gegründete deutsche Zentrum wurde 1938 geschlossen. Ein neues wurde 1996 gegründet. Andere Religionen werden von der Ramakrishna-Mission als ebenfalls gültige Wege zur göttlichen Wahrheit betrachtet. Der Advaita Vedanta (reiner Monismus) wird jedoch als spirituelle Erklärungsgrundlage bevorzugt. In Indien setzt sich die Ramakrishna-Mission für die Erneuerung des Hinduismus ein, auch durch die Herausgabe von Zeitschriften.
Die soziale Arbeit hatte jedoch für Swami Vivekananda den Vorrang vor der religiösen Agitation, da es seiner Ansicht nach nicht sinnvoll ist, die Menschen über Religion zu belehren, ehe nicht ihre Armut und ihre Leiden behoben sind. Die Einstellung, dass jede Religion eine Vorstufe zur Erfassung der höchsten Wahrheit sein könne, begründet die Toleranz der Ramakrishna-Mission gegenüber Christentum und Islam.
1997 wurde die Organisation mit dem Gandhi-Friedenspreis der indischen Regierung ausgezeichnet.

## Emblem
Emblem der RKM von Swami Vivekananda in seinen eigenen Worten erklärt:

“The wavy waters in the picture are symbolic of Karma; the lotus, of Bhakti; and the rising-sun, of Jnana. The encircling serpent is indicative of Yoga and the awakened Kundalini Shakti, while the swan in the picture stands for Paramatman (Supreme Self). Therefore, the idea of the picture is that by the union of Karma, Jnana, Bhakti and Yoga, the vision of Paramatman is obtained.”

„Das gewellte Wasser im Bild steht für Karma; der Lotus für Bhakti; und die aufgehende Sonne für Jnana. Die umgebende Schlange weist auf Yoga und die erwachte Kundalini Shakti hin, während der Schwan im Bild für Paramatman (Höchstes Selbst) steht. Daher ist die Idee des Bildes, dass durch die Vereinigung von Karma, Jnana, Bhakti und Yoga die Vision von Paramatman erzielt wird.“